# Tasso, Corse-du-Sud
Tasso là một xã của tỉnh Corse-du-Sud, thuộc vùng Corse, trên đảo Corse ở Pháp.